# Dobbeltgængeren (film 1910)
Dobbeltgængeren è un cortometraggio muto del 1910 diretto da Holger Rasmussen. Sceneggiato da Gustav Lund e prodotto dalla Nordisk, il film aveva come interpreti Victor Fabian, Aage Hertel, Otto Lagoni e Einar Zangenberg.

## Produzione
Il film fu prodotto dalla Nordisk Film Kompagni.

## Distribuzione
In Danimarca, il film fu distribuito dalla Nordisk Film Kompagni nel 1910.